# 18-й отдельный гвардейский разведывательный артиллерийский дивизион
18-й отдельный гвардейский разведывательный артиллерийский дивизион Резерва Главного Командования — воинское формирование Вооружённых Сил СССР, принимавшее участие в Великой Отечественной войне.

Сокращённое наименование — 18-й огв.радн РГК. Полевая почта 71342

## История
Формирование дивизиона проходило с 1 января 1945 года в Житомирском учебном артиллерийском лагере  на базе батареи звуковой разведки 411-го гв. гап 63-й гв. кабр 39-го гв. СК 9-й гв. армии в январе-феврале 1945 года.
В действующей армии с 8.03.1945 по 11.05.1945.
В ходе Великой Отечественной войны вёл артиллерийскую разведку в интересах 63-й гв. кабр 39-го гв. СК 2-го Украинского и 3-го Украинского фронтов.

## Состав
Дивизион сформирован по штату № 08/614
- Штаб
- Хозяйственная часть
- 1-я батарея звуковой разведки (1-я БЗР)
- 2-я батарея звуковой разведки (2-я БЗР)
- батарея топогеодезической разведки (БТР)
- взвод оптической разведки (ВЗОР)
- измерительно-пристрелочный взвод (ИПВ)
- фотограмметрический взвод (ФГВ)

## Подчинение
| Дата                | Фронт                | Армия         | Корпус      | Дивизия | Бригада       | Примечания |
| ------------------- | -------------------- | ------------- | ----------- | ------- | ------------- | ---------- |
| 21.02.45 -9.03.45г. | 2-й Украинский фронт | 9-я гв. армия | 39-й гв. СК | -       | 63-я гв. кабр | -          |
| 9.03.45 -5.05.45г   | 3-й Украинский фронт | 9-я гв. армия | 39-й гв. СК | -       | 63-я гв. кабр | -          |
| 5.05.45-11.05. 45г. | 2-й Украинский фронт | 9-я гв. армия | 39-й гв. СК | -       | 63-я гв. кабр | -          |

## Командование дивизиона
Командир дивизиона
- гв. майор Гончарук Иван Павлович

Начальник штаба дивизиона
- гв. старший лейтенант Черемин Александр Евгеньевич

Заместитель командира дивизиона по политической части
- гв. капитан Чумаков Александр Андреевич

Помощник начальника штаба дивизиона
- гв. лейтенант Кириков Сергей Африканович

Помощник командира дивизиона по снабжению
- гв. капитан Подкуймука Николай Филиппович

## Командиры подразделений дивизиона
Командир 1-й БЗР
- гв. ст. лейтенант Романенко Александр Степанович

Командир 2-й БЗР
- гв. ст. лейтенант Беленкович Борис Михайлович

Командир БТР
- гв. ст. лейтенант Докучаев Георгий Антонович

Командир ВЗОР
- гв. мл. лейтенант Волюнас Евгений Андреевич

Командир ИПВ
- гв. мл. лейтенант Крайников Дмитрий Иванович

Командир ФГВ
- гв. мл. лейтенант Агабекян Бабкен Асатурович

## Награды и почётные наименования
| Награды и наименования        | дата                    | за что получена  |
| ----------------------------- | ----------------------- | ---------------- |
| Почётное звание «Гвардейский» | январь- февраль 1945 г. | При формировании |